# Izrael himnusza
Izrael nemzeti himnuszának (héberül: התקווה HaTikvá, jelentése: „A Remény”), szövegét 1878-ban Naftali Herz Imber írta, aki 1882-ben érkezett Galíciából Palesztinába.
A zene egy ősi ladinó (spanyol-zsidó) dallam, melyet Samuel Cohen dolgozott fel. Érdekesség, hogy mikor 1492-ben kiűzték a zsidókat Spanyolországból, akkor egy csoportjuk a mai Bulgária területére került, és a dallamot a nem-zsidó környezet is átvette.[forrás?] Smetana így találkozott vele, és beleszőtte „Moldva” című művébe. 
George Perlman amerikai hegedűművész, zenetanár és zeneszerző szintén feldolgozta izrael himnuszát az Israeli Concertino (1973) című, hegedűre írt művében.
A dal a zsidó nép reményét fejezi ki, hogy egy napon visszatérhet ősei földjére, ahogy azt az ószövetségi szentírás megírta. A zsidókat ugyanis Kr. u. 70-ben a zsidó felkelés során Titus római légiói leverték és Jeruzsálem templomát lerombolva elűzték hazájukból szerte a világba. Kétezer évig ezért a zsidók naponta Jeruzsálem felé fordulva imát mondtak a visszatérésért, és ünnepeiket is az ottani évszakoknak és naptárnak megfelelően ülték meg. Cion Izraelnek és Jeruzsálemnek a szinonimája.
Magyarországon a dallam az igen népszerű „Tüzed, Uram, Jézus” népének dallamaként ismert. Ugyanilyen dallamra, de másmilyen szövegre más országokban is énekelnek ilyen énekeket, főleg az egyházi szertartások alkalmával.  

## A héber szöveg, a latin betűs átírással és magyarul
| כל עוד בלבב פנימה נפש יהודי הומיה, ולפאתי מזרח קדימה עין לציון צופיה -              | Kol ód baléváv penímá, nefes jehudí hómíjá, úl(e)fa'até mizrah kádímá, ajin leCijón cófíjá.             | Mindaddig, amíg a szív dobog, a zsidó lélek vágyakozva gondol előre Kelet felé, a szemek Cionra tekintenek        |
| עוד לא אבדה תקותנו, התקוה בת שנות אלפים, להיות עם חופשי בארצנו ארץ ציון וירושלים. - | Ód ló avdá tikváténú, hatikvá bat snót al`pajim, lihjót am hofsí bearcénú – Erec-Cijón (v)Jerúsá`lajim. | Még nem veszett el reményünk, Kétezer év reménye, Szabad nemzetként élni a hazánkban, Cion és Jeruzsálem földjén. |

## Imber eredeti verse (1878)
| כל עוד בלבב פנימה נפש יהודי הומיה, ולפאתי מזרח קדימה עין לציון צופיה - | Kol ód baléváv penímá, nefes jehudí hómíjá, úl(e)fa'até mizrah kádímá, ajin leCijón cófíjá. | Mindaddig, amíg a szív dobog, a zsidó lélek vágyakozva gondol előre Kelet felé, a szemek Cionra tekintenek |
| עוד לא אבדה תקותנו, התקוה הנושנה, לשוב לארץ אבותינו לעיר בה דוד חנה. - | Ód ló avdá tikváténú, hatikvá hánnosáná, lásuv le-erec avoteinú – Láir bá Dávid cháná.      | Még nem veszett el reményünk, Az ősi reményünk, Visszatérni apáink földjére, A városba, ahol Dávid élt.    |

## Külső hivatkozások
- Zenei file